# Jean-Marie Hervé-Chef-Du-Bois
Jean-Marie Hervé du Chef-du-Bois ou encore Hervé du Penhoat est un homme politique français né le 9 juin 1776 à Saint-Pol-de-Léon et mort en cette même ville le 18 septembre 1862.

## Biographie

### Origines familiales
Fils d'Yves Michel Hervé du Penhoat (1734-1794), conseiller du Roi, subdélégué de l'intendance et commissaire des États de Bretagne, sénéchal des Régaires de l'Évêché de Léon et maire de la ville de Saint-Pol-de-Léon, et de Marie-Anne Rannou du Cosquer, petit-fils de maires de Saint-Pol-de-Léon,.
La famille Hervé du Penhoat est une très ancienne famille qui a adopté ses armoiries avant le XIIIe siècle, avec pour lieu d'origine le Léon. Elle figure parmi les familles subsistantes de la noblesse bretonne. Ses armoiries sont "Échiqueté d'argent et de gueules au croissant d'argent en abîme".

### Émigration et Révolution
Il émigre sous la Révolution, alors que son père, resté en Bretagne, est guillotiné à Brest le 7 juillet 1794, sous la Terreur, pour ses liens avec la noblesse. Jean-Marie reste émigré de 1791 à 1802,.

### Carrière politique
Propriétaire, devenu juge de paix du canton de Saint-Pol-de-Léon, il rallie les Bourbons et est élu député du Finistère le 22 août 1815, au collège de département, par 89 voix sur 170 votants et 244 inscrits. Il siège dans la "Chambre introuvable", cette assemblée issue des élections d'août 1815 qui comportait une majorité écrasante de 350 députés royalistes "ultras" sur 400 sièges, soutenant la Restauration.
Cette chambre était composée essentiellement d'hommes nouveaux dans la politique : seuls 61 députés avaient siégé dans de précédentes assemblées. Elle fut finalement dissoute par Louis XVIII le 5 septembre 1816, le roi étant gêné par son radicalisme réactionnaire et sa politique "plus royaliste que le roi".

### Anoblissement
Il est anobli le 18 novembre 1815 avec son frère Jean-Louis par lettres patentes de Louis XVIII,.

### Mariage et descendance
Il épouse le 25 novembre 1805 à Tréflévenez Joséphine de L'Estang du Rusquec (1784-1856),. La famille de L'Estang du Rusquec appartient à l'ancienne noblesse de Basse-Bretagne et fut maintenue dans sa noblesse d'extraction le 18 juillet 1669, sur preuves de huit générations.
De cette union naissent plusieurs enfants :
- Marie Hélène (1806-1835), mariée en 1833 avec Auguste de Coataudon
- Francis (1819-1876), notaire à Saint-Pol-de-Léon, marié en 1838 avec Stéphanie Barazer de Lannurien
- Ernest (1820-1858), docteur médecin, marié en 1851 avec Eugénie Gousselin
- Joseph (1823-1910), directeur de l'enregistrement, marié en 1851 avec Jeanne Laure Vosniey[6]

### Postérité notable
Parmi sa nombreuse descendance, on compte :
- François Joseph Hervé du Penhoat (1849-1913), petit-fils, vérificateur de domaines à Quimper
- Gabrielle Hervé du Penhoat (1854-1933), petite-fille, mariée avec Hilarion de L'Estang, comte du Rusquec, zouave pontifical[8]

La famille s'allie avec d'autres grandes familles nobles bretonnes comme les de Kermenguy, les Le Maignan de Kerangat, les de L'Estang du Rusquec, et les de Jacquelot du Boisrouvray.

## Contexte historique

### La Chambre introuvable
La "Chambre introuvable" dans laquelle siégea Jean-Marie Hervé du Chef-du-Bois imposait des mesures réactionnaires allant à l'encontre de la Charte et des acquis révolutionnaires, comme l'aggravation des peines pénales, et mena ce qu'on appela la "Terreur blanche légale". L'expression "chambre introuvable" est attribuée à Louis XVIII, pour exprimer l'idée qu'il n'aurait pu en rêver une aussi favorable à son trône.

### Les régaires de l'évêché de Léon
Les régaires de l'évêché de Léon, dont le père de Jean-Marie était sénéchal, comprenaient trois membres : le régaire de Saint-Pol, qui avait pour chef-lieu la ville épiscopale et s'étendait sur une dizaine de paroisses ; le régaire de Quéménet-Ily (Guissény), dont la juridiction s'exerçait dans le bourg de Guissény ; et le régaire de saint Gouesnou, qui avait pour siège de juridiction le bourg de Gouesnou et qui dominait une dizaine de paroisses.

## Sources
- « Jean-Marie Hervé-Chef-Du-Bois », dans Adolphe Robert et Gaston Cougny, Dictionnaire des parlementaires français, Edgar Bourloton, 1889-1891 [détail de l’édition]